# Lettere da Londra
Lettere da Londra è una raccolta di 26 saggi di Alberto Arbasino. L'autore rievoca i suoi trascorsi nella capitale inglese negli anni sessanta e soprattutto le interviste, gli incontri e le rievocazioni dei più eminenti autori inglesi, quali William Golding, Graham Greene, T. S. Eliot, E. M. Forster, Ivy Compton-Burnett, Angus Wilson, W. H. Auden, Stephen Spender, Harold Nicolson, Osbert Sitwell, Muriel Spark o Samuel Beckett ecc.
Allo stesso modo, nella stessa collana ha raccolto i saggi scritti dalla capitale francese in Parigi o cara.

## Edizioni
- Alberto Arbasino, Lettere da Londra, Adelphi, 1997,  p. 382, ISBN 88-459-1278-7.